# The Sartorialist
„The Sartorialist“ (на английски: sartorial – „шивач, шивашки“) е блог за мода на Скот Шуман от Ню Йорк. След като през 2005 г. напуска позицията на моден консултант, за да се грижи за дъщеря си, Шуман започва да носи навсякъде със себе си, по улиците на град Ню Йорк, дигитална камера, за да снима хора, които грабват погледа с начина си на обличане, като след това публикува фотографиите в блога си, понякога с лични коментари. Той инициира модната фотография под формата на блог.
Шуман описва философията си като отзвук на това, което дизайнерите виждат по улицата.
| „ | Помислих си, че мога да заснемам хора по улицата така, както ги виждат дизайнерите, като същевременно получавам и давам вдъхновение на много хора. Единствената ми стратегия, когато започнах блога, беше да изпробвам и заснемам стила по този начин, от който знам, че дизайнерите черпят вдъхновение. | “ |

Шуман е правил фотографии на различни места, освен Ню Йорк, често в Париж, Лондон, Флоренция и Милано за модни ревюта. Лицата на снимките му варират от модни знаменитости като Карл Лагерфелд до обикновени хора от улицата. Той намира хора в униформи и мръсни работни дрехи, както и такива, които се опитват да изразят стила си. Шуман казва, че е бил вдъхновен от снимка на мъж на празна улица, направена от немския фотограф Август Сандер.
Шуман започва да получава предложения за работа и от сериозни издания за мода. От компанията Condé Nast му поръчват да създаде нещо подобно по време на Модната седмица в Париж за сайта им www.style.com. Също така, той редовно работи за събития като Saks Fifth Avenue. През април 2007 споделя, че тогавашната редакторка на френския Вог Карин Ройтфелд е обсъждала с него проект за нейното списание.
През 2009 г. е публикувана антология с любимите кадри на Шуман от цял свят, озаглавена The Sartorialist.